# Ричмънд
Вижте пояснителната страница за други значения на Ричмънд.
Ричмънд (на английски: Richmond) е град в Съединените американски щати, столица на щата Вирджиния.

## География
Разположен е на река Джеймс, на 100 km над вливането ѝ в Атлантическия океан. Населението му е 226 610 души (2020).

## История
Градът е място на няколко сражения в хода на Американската война за независимост и на Американската гражданска война, по време на която е столица на Конфедералните американски щати.

## Личности
Родени в Ричмънд
- Уорън Бийти (р. 1937), актьор и режисьор
- Мики Джеймс (p.1979), кечистка
- Ноа Себастиян (р.1995), вокалист и автор на песни

Починали в Ричмънд
- Джон Тейлър (1790-1860), политик

## Побратимени градове
- Виндхук, Намибия от 20 март 1998 г.